# Hortensia (diamante)

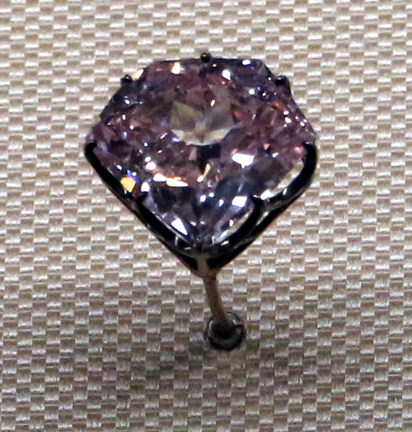
Hortensia

L'Hortensia (scritto anche Ortensia) è un famoso diamante di 21,32 carati, color pesca (rosa con riflessi arancio), ora conservato nel museo del Louvre. Prende il nome di Hortense de Beauharnais, regina consorte dei Paesi Bassi e figlia della prima moglie di Napoleone, Giuseppina Beauharnais.

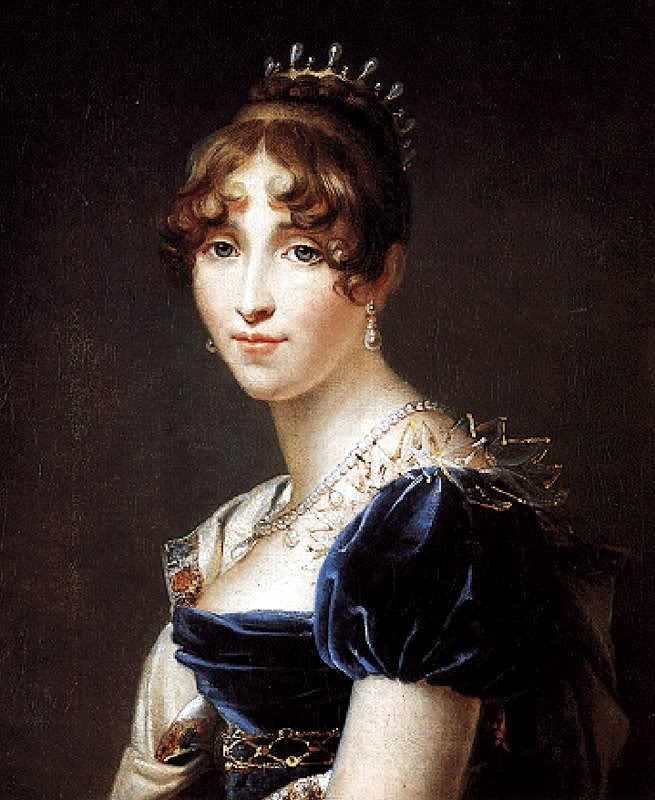
Hortense de Beauharnais

Non si hanno notizie certe sull'origine di questo diamante, ma probabilmente proviene dalle miniere diamantifere di Golconda, in India. I primi dati lo danno in possesso del re di Francia Luigi XIV, che lo fece tagliare con forma a brillante nel 1678. Tuttavia, diversamente da altri diamanti della corona francese, non fu portato in Europa da Jean-Baptiste Tavernier, perché è certo che il più grande diamante che quest'ultimo acquistò in India pesava solo 15 carati. Nell'inventario dei gioielli della Corona francese, fatto nel 1691, il diamante è elencato come la più grande gemma facente parte del terzo più prezioso pezzo di gioielleria tra i 19 elencati nell'inventario.
In settembre 1792, durante la Rivoluzione francese, dei briganti fecero irruzione nell'Hôtel du Garde-Meuble, dove si trovavano i gioielli della corona, rubando gran parte di essi (tra cui un altro famoso diamante, il Régent). Dopo un anno di accurate ricerche, un condannato a morte confessò di averlo nascosto in un sacco contenente oro e altri gioielli, in un attico del quartier des Halles, dove fu effettivamente recuperato.
Durante il Primo impero, Napoleone volle che il diamante fosse montato sull'elsa della sua spada. L'ultima donna ad indossarlo fu l'imperatrice Eugenia de Montijo, moglie di Napoleone III, nel 1856.
Nel 1887 molti gioielli della corona furono venduti, ma i diamanti Hortensia e Régent vennero conservati ed esposti al Louvre. Quasi un secolo dopo si unì ad essi un altro famoso diamante, il Sancy.